# Asparagopsis
Cet article concerne le genre d’algues rouges. Pour le genre de plantes (dont fait partie l’asperge), voir Asparagus.
Genre
Asparagopsis est un genre d'algues rouges de la famille des Bonnemaisoniaceae.  

## Répartition
Les deux espèces ont une répartition cosmopolite, Asparagopsis armata est retrouvée dans les zones tempérées et Asparagopsis taxiformis dans les zones tropicale à tempérées chaudes. 

### Espèce invasive
Asparagopsis peut former en Méditerranée des tapis monospécifiques,,,, ce qui a certainement justifié son classement comme l’un  des « 100 taxons les plus menaçants en tant qu’espèces invasives ».

## Taxonomie
Le genre est connu pour sa nomenclature dynamique complexifiée par des confusions taxonomique. Au sein du genre, huit espèces nominales ont été répertoriées parmi lesquelles quatre sont actuellement acceptées : A. armata Harvey, A. taxiformis (Delile) Trevisan de Saint-Léon, A. sanfordiana f. amplissima Setchell & Gardner et A. svedelii W.R.Taylor. Toutefois, en excluant les synonymies, seules trois espèces sont retenues à ce jour comme taxonomiquement différentes : A. armata, A. svedelii et A. taxiformis.  

### Liste d'espèces
Selon AlgaeBase (28 août 2014) et World Register of Marine Species (28 août 2014) :
- Asparagopsis armata Harvey, 1855
- Asparagopsis svedelii W.R.Taylor, 1945
- Asparagopsis taxiformis (Delile) Trevisan de Saint-Léon, 1845 (espèce type)
- A. sanfordiana f. amplissima  Setchell & Gardner, 1924 -- Synonyme de Asparagopsis taxiformis.

Selon ITIS (7 juillet 2014) :
- Asparagopsis armata
- Asparagopsis hamifera
- Asparagopsis sanfordiana
- Asparagopsis taxiformis (Delile) Trevisan

ITIS (7 juillet 2014) ajoute donc à la liste l'espèce Asparagopsis hamifera, qui est cependant classée par AlgaeBase et WoRMS comme synonyme de Bonnemaisonia hamifera Hariot, 1891. 

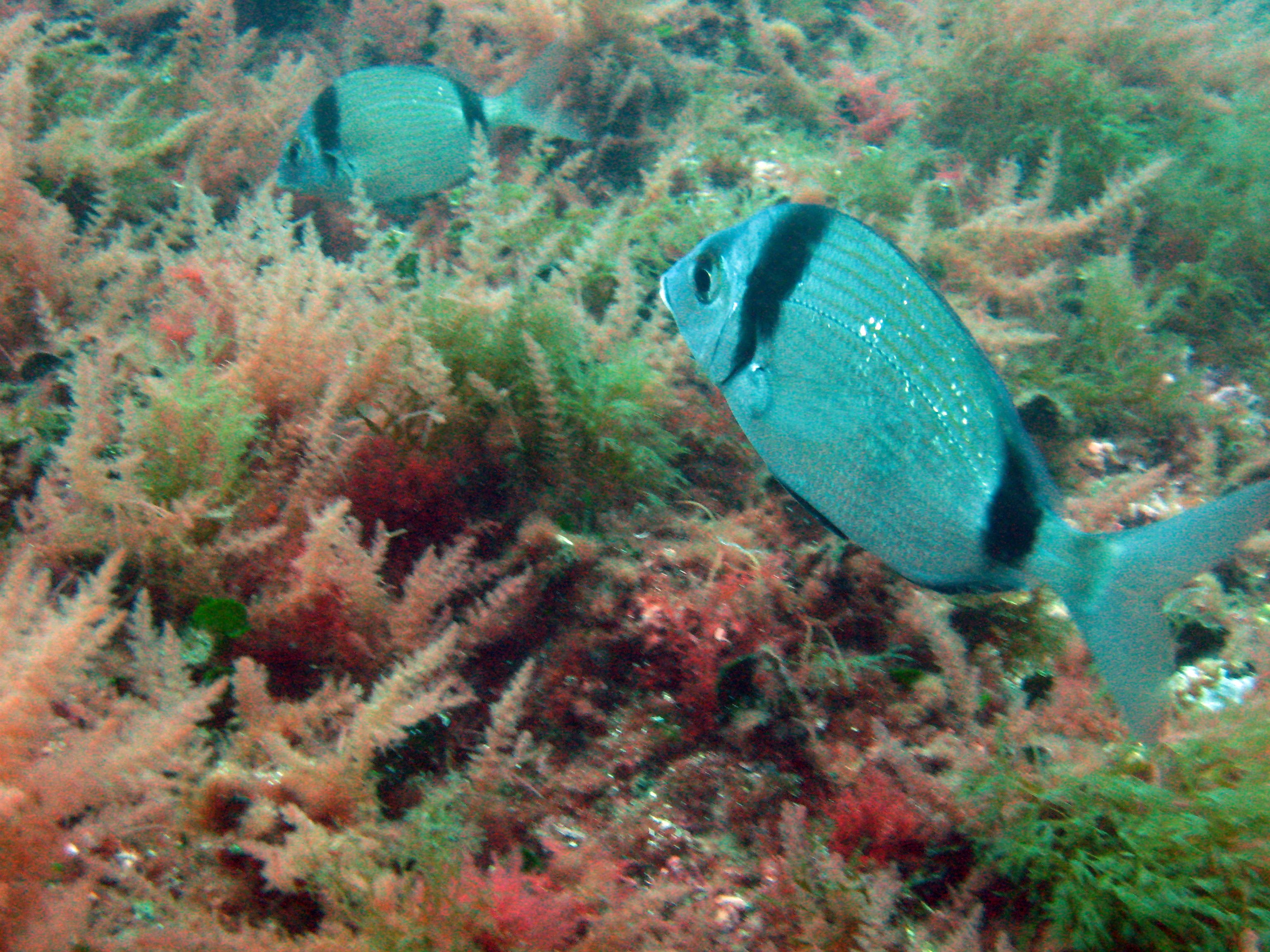
Deux sars à tête noire avec, en fond, Asparagopsis armata.
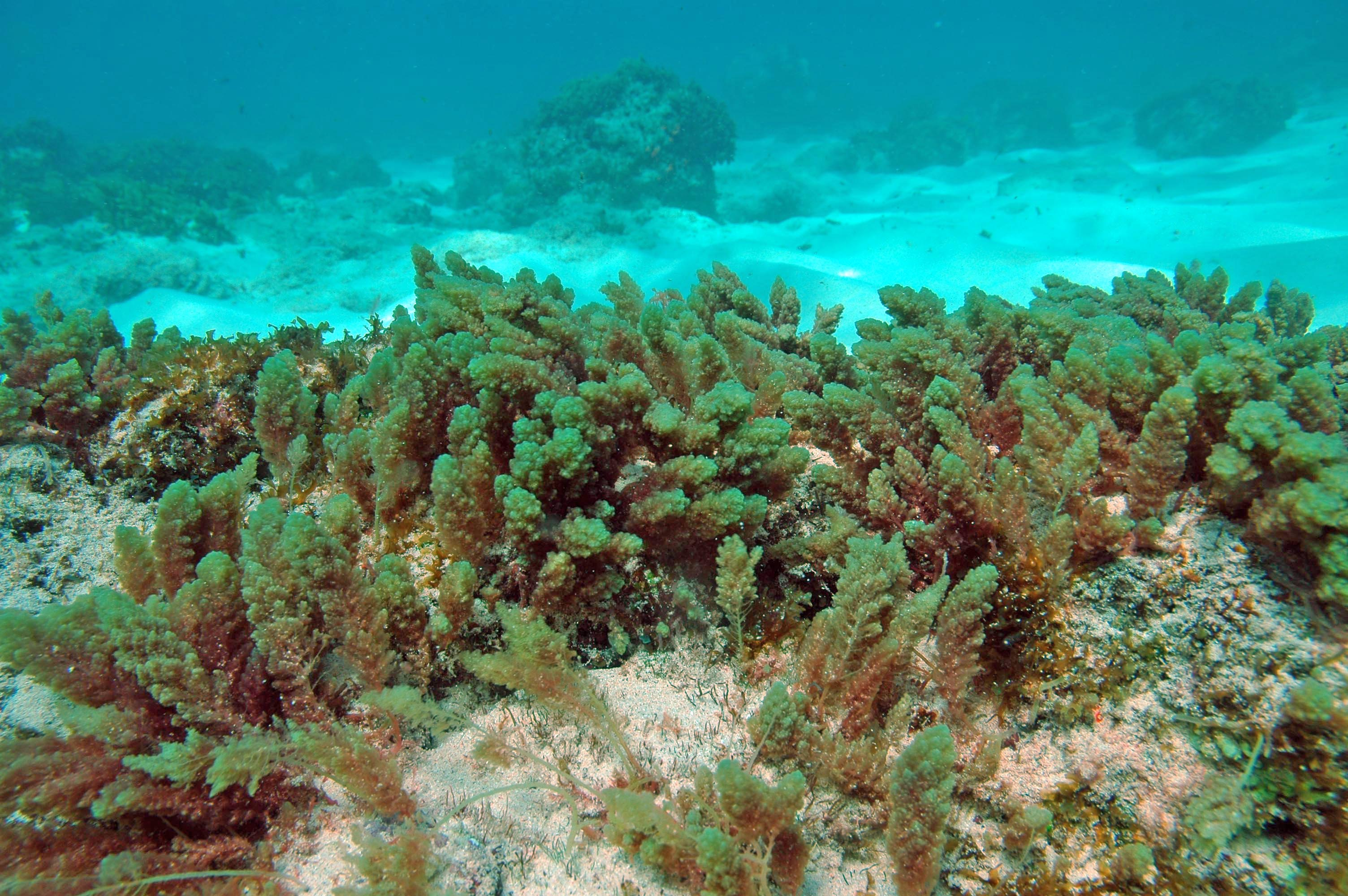
Asparagopsis taxiformis à Mayotte.